# Nazionale maschile di pallavolo di Trinidad e Tobago
La nazionale di pallavolo maschile di Trinidad e Tobago è una squadra nordamericana composta dai migliori giocatori di pallavolo di Trinidad e Tobago ed è posta sotto l'egida della Federazione pallavolistica di Trinidad e Tobago.

## Risultati

### Competizioni NORCECA
| 1969 | non qualificata | -            |
| 1971 | non qualificata | -            |
| 1973 | non qualificata | -            |
| 1975 | non qualificata | -            |
| 1977 | non qualificata | -            |
| 1979 | non qualificata | -            |
| 1981 | non qualificata | -            |
| 1983 | non qualificata | -            |
| 1985 | 9º posto        | Convocazioni |
| 1987 | non qualificata | -            |
| 1989 | non qualificata | -            |
| 1991 | non qualificata | -            |
| 1993 | non qualificata | -            |
| 1995 | non qualificata | -            |
| 1997 | non qualificata | -            |
| 1999 | non qualificata | -            |
| 2001 | non qualificata | -            |
| 2003 | non qualificata | -            |
| 2005 | non qualificata | -            |
| 2007 | 8º posto        | Convocazioni |
| 2009 | non qualificata | -            |
| 2011 | 6º posto        | Convocazioni |
| 2013 | non qualificata | -            |
| 2015 | 6º posto        | Convocazioni |
| 2017 | 6º posto        | Convocazioni |
| 2019 | non qualificata | -            |
| 2021 | 8º posto        | Convocazioni |
| 2023 | non qualificata | -            |

### Competizioni zonali
| 2006 | 6º posto        | Convocazioni |
| 2007 | 6º posto        | Convocazioni |
| 2008 | 6º posto        | Convocazioni |
| 2009 | non qualificata | -            |
| 2010 | non qualificata | -            |
| 2011 | non qualificata | -            |
| 2012 | 8º posto        | Convocazioni |
| 2013 | 7º posto        | Convocazioni |
| 2014 | non qualificata | -            |
| 2015 | non qualificata | -            |
| 2016 | non qualificata | -            |
| 2017 | non qualificata | -            |
| 2018 | non qualificata | -            |
| 2019 | 11º posto       | Convocazioni |
| 2022 | non qualificata | -            |
| 2023 | non qualificata | -            |
| 2024 | non qualificata | -            |

| 1930 | non qualificata | -            |
| 1935 | non qualificata | -            |
| 1938 | non qualificata | -            |
| 1946 | non qualificata | -            |
| 1950 | non qualificata | -            |
| 1954 | non qualificata | -            |
| 1959 | non qualificata | -            |
| 1962 | non qualificata | -            |
| 1966 | non qualificata | -            |
| 1970 | non qualificata | -            |
| 1974 | non qualificata | -            |
| 1978 | non qualificata | -            |
| 1982 | 11º posto       | Convocazioni |
| 1986 | non qualificata | -            |
| 1990 | non qualificata | -            |
| 1993 | non qualificata | -            |
| 1998 | non qualificata | -            |
| 2002 | non qualificata | -            |
| 2006 | 7º posto        | Convocazioni |
| 2010 | 6º posto        | Convocazioni |
| 2014 | 8º posto        | Convocazioni |
| 2018 | 8º posto        | Convocazioni |
| 2023 | 8º posto        | Convocazioni |

| 1991 | non qualificata | -            |
| 1992 | non qualificata | -            |
| 1993 | 4º posto        | Convocazioni |
| 1994 | 7º posto        | Convocazioni |
| 1995 | 7º posto        | Convocazioni |
| 1996 | 6º posto        | Convocazioni |
| 1998 | 5º posto        | Convocazioni |
| 2000 | 7º posto        | Convocazioni |
| 2002 | 4º posto        | Convocazioni |
| 2004 | 3º posto        | Convocazioni |
| 2006 | 2º posto        | Convocazioni |
| 2008 | 3º posto        | Convocazioni |
| 2010 | 1º posto        | Convocazioni |
| 2012 | 2º posto        | Convocazioni |
| 2014 | 1º posto        | Convocazioni |
| 2018 | 3º posto        | Convocazioni |
| 2023 | 2º posto        | Convocazioni |